# Van Helsing – A londoni küldetés
A Van Helsing – A londoni küldetés (eredeti cím: Van Helsing: The London Assignment) 2004-ben bemutatott amerikai rajzfilm, amelynek a rendezője Sharon Bridgeman, az írói Garfield Reeves-Stevens és Judith Reeves-Stevens, a producere John Kafka, a zeneszerzője John Van Tongeren. A mozifilm a Universal Cartoon Studios gyártásában készült, a Universal Studios Home Video forgalmazásában jelent meg. Műfaját tekintve horrorfilm és akciófilm.
Amerikában 2004. május 11-én mutatták be DVD-n, Magyarországon pedig 2004-én mutatták be.

## Szereplők
| Szereplő            | Eredeti hang    | Magyar hang (1. szinkron, 2004) | Magyar hang (2. szinkron, 2013) |
| ------------------- | --------------- | ------------------------------- | ------------------------------- |
| Gabriel Van Helsing | Hugh Jackman    | Gergely Róbert                  | TBA                             |
| Dr. Jekyll          | Dwight Schultz  | Hollósi Frigyes                 | TBA                             |
| Mr. Hyde            | Robbie Coltrane | Hollósi Frigyes                 | TBA                             |
| Carl                | David Wenham    | Scherer Péter                   | TBA                             |
| Victoria királynő   | Tress MacNeille | Szabó Éva                       | TBA                             |
| Victoria fiatalon   | Tara Strong     | Farkasházi Réka                 | TBA                             |
| Jinette bíboros     | Alun Armstrong  | Pathó István                    | TBA                             |